# Bulma
Bulma (ブルマ?, Buruma) è uno dei personaggi principali del manga Dragon Ball di Akira Toriyama. Compare anche nelle varie opere derivate, tra cui le serie televisive anime Dragon Ball, Dragon Ball Z, Dragon Ball GT e Dragon Ball Super, i film, gli OAV e numerosi videogiochi.
Ha debuttato nel primo capitolo, incontrando Goku e reclutandolo come sua guardia del corpo per viaggiare e trovare le sfere del drago che esaudiscono i desideri. Bulma è la figlia del Dr. Brief, il fondatore della Capsule Corporation, un'azienda che crea speciali capsule che si restringono e contengono oggetti di varie dimensioni per una facile conservazione. Essendo la figlia di un brillante scienziato, Bulma è anche un genio della scienza, oltre che inventrice e ingegnere. Insieme alla creazione del Dragon Radar, un dispositivo che rileva il segnale energetico emesso dalle sfere del drago, il ruolo di Bulma come inventrice diventa importante in diversi punti della serie, inclusa la macchina del tempo che riporta nel passato il suo futuro figlio Trunks.

## Ispirazione e creazione
Bulma si basa sia sull'altro personaggio di Toriyama, la Principessa del manga Dragon Boy, che sul monaco Sanzang, il co-protagonista del celebre racconto Il viaggio in Occidente. Le somiglianze tra Bulma e quest'ultimo personaggio sono molto evidenti:
- Bulma intraprende il viaggio alla ricerca delle sfere, mentre Sanzang per cercare dei sutra.
- Sia Bulma che Sanzang sono dei personaggi che non combattono e preferiscono nascondersi, lasciando gli scontri ai loro compagni.
- Bulma e Sanzang utilizzano dei sotterfugi per farsi ubbidire rispettivamente da Olong e Sun Wukong. Nel caso di Olong, Bulma gli dà con l'inganno una caramella speciale che, al comando vocale "Pi...Pi...Pi...." (nel manga dice semplicemente "Popò, popò!"), causa una forte dissenteria[4], simile alla corona indossata da Sun Wukong nel romanzo originale che si restringe mano mano che il monaco recita un mantra.

Nella realizzazione del manga, Toriyama aveva pensato a Pinchi come primo nome da dare a Bulma, ma lo scartò in un secondo momento. In giapponese, il suo nome indica i pantaloncini corti che le ragazze usano per fare ginnastica, dall'inglese bloomers.

## Biografia

### Dragon Ball
Bulma è la figlia del Dr. Brief e di sua moglie, Panchy. È sorella minore di Tights, la protagonista femminile del manga prequel di Dragon Ball, Jaco the Galactic Patrolman. All'inizio del manga e dell'anime, Bulma comincia la ricerca delle sfere del drago attraverso l'uso di un precisissimo radar di sua invenzione: il Dragon Radar. Bulma trovò la prima sfera del drago nella sua soffitta e, documentandosi, scoprì che, una volta riunite tutte le sfere del drago, si può evocare un drago magico di nome Shenron che è in grado di esaudire un desiderio. Bulma si mette, dunque, alla ricerca delle sfere per esaudire il suo desiderio: trovare l'uomo dei suoi sogni.
Durante la ricerca, Bulma incontra uno strano bambino di nome Son Goku e, impressionata dalla forza di quest'ultimo, lo convince a partire con lei. Durante il viaggio, Goku e Bulma incontrano diversi personaggi come il bandito Yamcha, i due mutaforma Olong e Pual; essi, inizialmente ostili, diventano successivamente degli alleati nel corso della ricerca delle sfere e aiutano il duo contro Pilaf e i suoi scagnozzi, intenzionati a recuperare le sette sfere per chiedere al drago il desiderio di diventare i padroni del mondo. Alla fine, Pilaf viene sconfitto, ma le sfere si disperdono sulla Terra. Nel corso del viaggio trascorso alla ricerca delle sfere, Bulma si innamora di Yamcha, con la quale farà coppia fissa fino all'arco di Namecc. Nel corso della storia, Bulma assiste a tutti i tornei Tenkaichi, facendo il tifo per i suoi amici, in particolare per Goku con cui pian piano condivide un vero e proprio affetto fraterno, anche nelle situazioni più difficili.
Dopo gli scontri con Vegeta e Nappa che hanno portato alla morte di Yamcha, Jiaozi, Tenshinhan e Piccolo (e con lui Dio e così le sfere del drago), Bulma parte con Gohan e Crilin alla ricerca delle sette sfere del drago sul pianeta Namecc per resuscitare gli amici. Sul pianeta, però, il gruppo è costretto a combattere contro i guerrieri comandati dal perfido tiranno Freezer, che intende usare le sfere per diventare immortale. Anche Bulma è costretta ad affrontare alcuni guerrieri di Freezer in diversi episodi filler, riuscendoli a vincere con l'astuzia. Successivamente, sempre nell'anime, Bulma incontra per caso il capitano Ginew, appena sconfitto da Goku e compagni e sotto le sembianze di un ranocchio namecciano. Attraverso un dispositivo per parlare costruitogli dalla stessa Bulma, Ginew usa la sua tecnica speciale, Sdoppiamento (in originale Body Change) per scambiare il suo corpo con quello della ragazza. Quando Ginew decide di usare la sua tecnica su Piccolo, Gohan impedisce lo scambio lanciando Bulma nel corpo della rana sulla traiettoria del raggio dello "Sdoppiamento" e facendo ritornare la ragazza nel suo corpo e Ginew in quello del ranocchio (tuttavia questo incontro avviene solo nell'anime). Bulma ritorna sulla Terra grazie al terzo desiderio del drago Polunga, prima che il pianeta Namecc esploda a causa dello scontro tra Goku e Freezer. In seguito raccoglie le sfere namecciane per riportare prima in vita le vittime di Nappa e Vegeta, e in seguito per trasferire i namecciani su un altro pianeta (dopo averli ospitati a casa sua per circa un anno).
Durante la saga di Cell dopo aver lasciato Yamcha sotto accusa di essere un dongiovanni, inizierà una lunga relazione con Vegeta, con il quale avrà un figlio, Trunks, e conoscerà la sua versione futura, infatti il Trunks del futuro è venuto nella loro epoca con una macchina del tempo costruita dalla Bulma del futuro per avvertire tutti quanti della minaccia dei cyborg. Inoltre, con l'aiuto di suo padre, Bulma ripara Numero 16, danneggiato gravemente da Cell. Successivamente, Bulma viene uccisa da Majin Bu quando il demone rosa elimina quasi tutti i presenti nel palazzo del Dio, per poi essere riportata in vita assieme al resto dell'umanità tramite un desiderio espresso con le sfere del drago di Namecc. In seguito all'arco di Bu, avrà con Vegeta una figlia, Bra, che apparirà brevemente al termine dell'arco.

### Dragon Ball Super
In Dragon Ball Super vengono raccontati gli eventi accaduti sei mesi dopo la sconfitta di Majin Bu. Bulma, dopo aver fatto una breve vacanza con Trunks e Vegeta in un resort, organizza il suo compleanno. Invita tutti i suoi amici nella sua nave per festeggiare l'evento, festeggiamenti che precipiteranno con l'arrivo sulla terra del dio della distruzione Beerus. In seguito assiste allo scontro tra Goku, trasformato in Super Saiyan God, contro il Dio della distruzione Beerus. Lo scontro termina con la vittoria del Dio ma decide di risparmiare la Terra se ogni volta che giunge sul pianeta Bulma gli prepara pietanze gustose.
Bulma decide di accontentare la richiesta e insieme a Whis frequenta i migliori ristoranti del paese. In seguito riceve la visita di Jaco, agente della Pattuglia Galattica e amico di sua sorella Tights che l'avverte dell'arrivo di Freezer sulla Terra. Bulma contatta gli altri per prepararsi allo scontro e si reca sul campo di battaglia per assistere e incita Jaco a partecipare alla lotta.
Dopo la sconfitta di Freezer, Bulma viene invitata ad assistere al torneo indetto da Beerus e Champa, che ha in palio le super sfere del drago. Bulma con l'aiuto di Jaco si reca dal Sommo Zeno per scoprire ogni informazione utile riguardo alle super sfere del drago. Dopodiché crea un Super Dragon Radar per localizzare le sfere, che a quanto pare sono grandi come pianeti. Quando la squadra di Beerus vince il torneo, Bulma localizza la sfera e permette a Beerus di esprimere il desiderio, ovvero, creare una Terra anche nell'universo di Champa.
Tempo dopo avverte Goku e Vegeta del ritorno di Trunks del futuro. Questi spiega il motivo del suo viaggio e del nemico da cui è fuggito di nome Black Goku, che è uguale a Goku. Nel manga Bulma ricarica la macchina del tempo con un carburante speciale che aveva recentemente sviluppato, mentre nell'anime la macchina del tempo viene distrutta da Black che era giunto momentaneamente nel loro presente dal futuro, quindi Bulma ripara la macchina del tempo che in principio apparteneva a Cell. Solo nella serie animata, Bulma viaggia nel futuro assistendo alla battaglia di Goku, Vegeta e Trunks contro Zamasu, che verrà eliminato da Zeno insieme a tutto il multiverso del futuro, mentre Bulma e gli altri si porteranno in salvo con la macchina del tempo tornando al suo presente, infine saluta Trunks che decide di fare un altro viaggio nel futuro con la macchina del tempo.
Tempo dopo, Bulma rimane incinta per la seconda volta. Quando ormai manca poco per partorire, Whis con i suoi poteri fa nascere la bambina senza causare dolore a Bulma. Con grande dissapore del padre Vegeta che voleva dare un nome da Saiyan a sua figlia, ella chiama la bambina Bra. Così facendo Vegeta può partecipare al Torneo del Potere senza preoccupazioni.
Quando la rinata Red Ribbon minaccia la Terra, Piccolo incrementa i suoi poteri grazie alle sfere del drago radunate da Bulma, effettivamente ogni volta che vengono usate Bulma le raccoglie nuovamente e le conserva, Dende afferma che ciò è vantaggioso dal momento che per merito di Bulma le sfere del drago vengono messe a disposizione con semplicità. Bulma raggiunge la base della Red Ribbon e assiste alla sconfitta del gruppo criminale a opera di Gohan e Piccolo, infine Bulma offre a Hedo e Gamma 1 un impiego alla Capsule Corporation.

### Dragon Ball GT
In Dragon Ball GT, Bulma costruisce la nuova astronave per Goku, Trunks e Pan diretti nello spazio. Il suo intervento sarà importante per Baby (che la possiede, inducendola ad aiutarlo nel realizzare i suoi piani malvagi). Infatti, grazie a Bulma, Baby si trasformerà in uno scimmione mettendo in difficoltà Goku trasformato in un Super Sayan 4. Sarà di utilità anche per Vegeta, che grazie a un macchinario da lei costruito riuscirà a trasformarsi in Super Saiyan 4 anche senza il bisogno di farsi ricrescere la coda. Alla fine della storia (dopo la sconfitta di Li Shenron e la partenza di Goku), sono passati esattamente 40 anni dal primissimo incontro con Goku, e Bulma ha 56 anni.

### Bulma del futuro
Nel futuro alternativo del Trunks del futuro, Bulma è l'unica superstite della strage dei cyborg 17 e 18 insieme a suo figlio e a Gohan. In questa versione indossa sempre un camice bianco e i capelli sono leggermente più lunghi. È molto seria e sembra aver perso il suo lato da ragazzina immatura. Dopo la morte di Gohan, Bulma decide di costruire una macchina del tempo per permettere a suo figlio Trunks di tornare nel passato per avvertire i Guerrieri Z della minaccia dei cyborg. Quando Trunks ritorna nel suo tempo sconfigge i cyborg e Cell ristabilendo la pace nel futuro, almeno fino all'arrivo di Black Goku che fa strage dei terrestri, compresa Bulma, cosa che procurerà un incommensurabile dolore in Trunks. Quest'ultimo afferma che non aveva mai smesso di amare Vegeta, anche dopo la sua dipartita, infatti prima che Black Goku la uccidesse desiderava usare la macchina del tempo per viaggiare nel passato e rivedere suo marito un'ultima volta.

## Caratterizzazione

### Aspetto fisico
L'aspetto di Bulma nell'anime è leggermente diverso da quello del manga. Nella versione cartacea, i suoi capelli hanno una colorazione fucsia (un po' più scuri di quelli di suo figlio Trunks) mentre nell'anime sono turchesi. La sua lunga acconciatura rimane lunga fino alle spalle da adolescente. Cambia pettinatura e taglio molto spesso, e raramente lo stesso vestito per lunghi periodi. Molti dei vestiti che indossa portano il suo nome o il logo della Capsule Corporation. Era già una ragazza di statura media e grande bellezza.

### Personalità
Bulma è presentata come un individuo straordinariamente intelligente, in grado di creare una tecnologia capace di imprese oltre la scienza contemporanea. È anche testarda, irascibile, fifona, viziata, vanitosa e molto egoista. È proprio l'egoismo che non le permette di cavalcare la nuvola d'oro. Non di meno sa spesso essere gentile, cordiale e disponibile verso gli altri. Inoltre, Bulma è molto maschiaccio e femminile allo stesso tempo. Dimostra di essere molto spiritosa, di solito prende in giro i suoi amici, oltre ad essere allegra e accomodante. Un'altra caratteristica di Bulma è il suo essere estremamente ingenua. In un'occasione si infatua di Zarbon, pur sapendo che quest'ultimo è un subordinato di Freezer. Nel corso della serie, Bulma cambia radicalmente, arrivando a preoccuparsi non solo per sé stessa ma anche per gli altri e diventando molto più coraggiosa. In un'occasione, ad esempio, decide di raggiungere il luogo di atterraggio di Freezer e di suo padre quando questi giungono sulla Terra per vendicarsi di Goku. Dopo la sconfitta di Freezer, fino al suo ritorno, Bulma ospita Vegeta alla Capsule Corp, anche se all'inizio non sono in buoni rapporti. Bulma, tuttavia, riesce a farsi rispettare dal Saiyan, al punto tale che quest'ultimo diviene completamente docile in sua presenza come fa osservare Yamcha. Proprio con quest'ultimo comincia una lunga relazione a partire dalla prima serie, poi conclusasi a causa dei continui litigi dei due, ma soprattutto a causa dell'immaturità di Yamcha. In Super si dimostra essere anche una maestra del ricatto, soprattutto con Jaco, riprendendo dai tempi di Olong.

### Competenze e abilità
Bulma è nota per la sua intelligenza fuori dal comune. Di solito mostra forti capacità analitiche e la capacità di riconoscere gli stili di progettazione e ingegneria. Dato che suo padre è l'inventore della tecnologia Dynocap che viene spesso utilizzata in tutta la serie, è logico che Bulma sia esperta nella micro-tecnologia comprimibile. Le sue invenzioni sono spesso usate per la sua ricerca delle Sfere del Drago o per la compagnia di suo padre, così come per aiutare i suoi amici a vincere battaglie importanti. Molte di queste creazioni, come Dragon Radar, sono così complesse che esperti e scienziati non sono stati in grado di capirle. Con il tempo, ha ottenuto una grande comprensione della tecnologia aliena e della biologia.
Bulma è il personaggio più intelligente di Dragon Ball e, nel corso della serie, si rende artefice di alcune invenzioni:
- Ha creato il Dragon Radar[4].
- Ha inventato il Micro Band, un orologio in grado di miniaturizzare l'utilizzatore.
- Bulma del futuro (la sua controparte del futuro) ha inventato una macchina del tempo.[38]
- Partendo da dei componenti elettronici di recupero, costruisce prima un robot spia volante, poi un telefono.
- In Dragon Ball Z costruisce un dispositivo capace di permettere a Ginew, sotto forma di rana, di parlare la lingua umana.[14]
- In Dragon Ball GT, nell'arco di pochi giorni costruisce l'astronave che permette a Goku, Trunks e Pan di viaggiare nello spazio.[22]
- In Dragon Ball GT, posseduta da Baby, sfruttando delle antenne paraboliche del pianeta Plant si dimostra in grado di concentrare le onde Bluetz provenienti dalla Terra su un unico fuoco, nonostante fosse un piano improvvisato.[23]
- In Dragon Ball GT, analizzando quanto accaduto su Plant, riesce a costruire un macchinario in grado di generare delle onde Bluetz che permettono a un saiyan di trasformarsi in Oozaru anche se privo di coda.[24]
- In Dragon Ball Super costruisce il Super Drago Radar per cercare le super sfere del drago.
- In Dragon Ball Super aggiusta la macchina del tempo di Cell con gli appunti della sua controparte del futuro.

Oltre a ciò, ha dimostrato le sue abilità in altri modi:
- È stata perfettamente capace di comprendere il funzionamento dello scouter di Radish in pochi secondi e di riprogrammarlo nel corso di una notte.[39]
- È stata in grado di riprogrammare il computer dell'astronave del figlio di Kattatsu in modo da poterlo utilizzare parlando la lingua terrestre.
- È stata capace di costruire delle copie delle tute da battaglia usate dai soldati di Freezer partendo da quelle di Vegeta e Gohan.[40]

Pur non essendo un'artista marziale, Bulma dimostra notevoli capacità fisiche: sopravvive senza subire alcun danno all'impatto di una torre del Palazzo di Pilaf che le è stata scagliata sulla schiena da Goku trasformatosi in scimmione e dimostra di essere un'ottima nuotatrice, capace di percorrere in apnea una lunga grotta sottomarina.
Oltre a ciò Bulma è capace di utilizzare sia pistole che mitragliatrici con un'ottima precisione, come dimostra quando tenta di assassinare Goku. Inizialmente, per avere un vantaggio sui maschi, usa uno sguardo amoroso come tecnica quando cerca di sedurre il generale Blue; Bulma può utilizzare questa tecnica di seduzione anche nella serie Origins.

## Live action

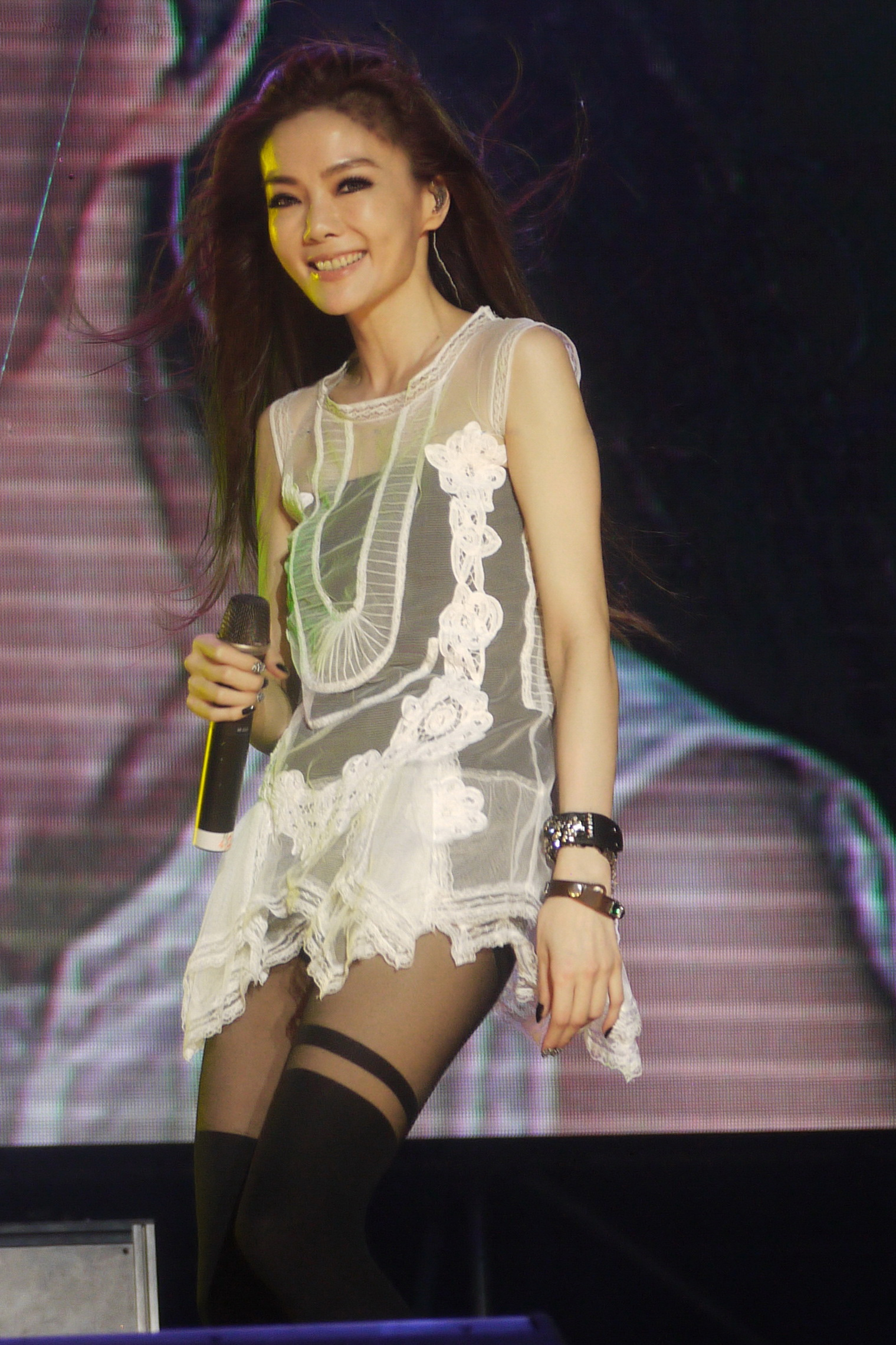
Jeannie Hsieh, interprete di Bulma nel film Dragon Ball - Il film.

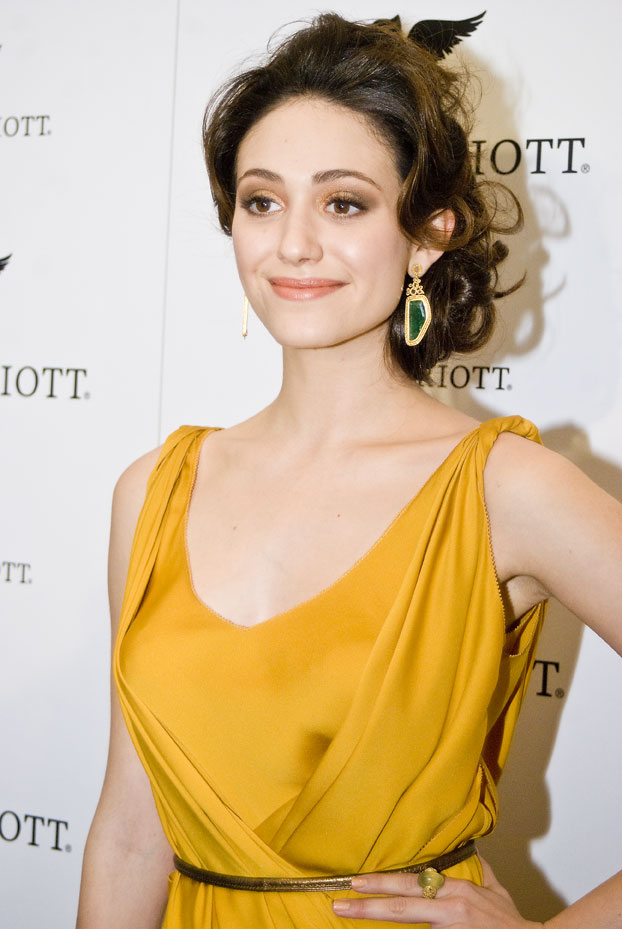
Emmy Rossum, interprete di Bulma nel film Dragonball Evolution.

Bulma compare in tre film live action: Dragon Ball dove è interpretata da Lee Ju Hee, Dragon Ball - Il film dove è interpretata da Jeannie Hsieh e Dragonball Evolution dove è interpretata da Emmy Rossum. Nei tre film Bulma è rappresentata con i capelli castani, con una ciocca azzurro-verde nel caso di Dragonball Evolution. Nell'omonimo romanzo Dragonball Evolution il suo cognome è diventato "Enchanto".

## Accoglienza
Bulma è uno dei personaggi più popolari e amati della serie Dragon Ball.
In una classifica dei 50 personaggi femminili più amati dai giapponesi, secondo i voti di 14.000 spettatori, Bulma occupa la posizione 23.
In una serie di sondaggi compare come personaggio preferito (con il 47,99%) nei quarti di finale (Gruppo B: 18/5/18) e terzo personaggio preferito (11,46%) nei semifinali (Gruppo 1:26/5/18); Bulma è il personaggio femminile preferito della serie.
In una Top 10 dei migliori personaggi di Dragon Ball, Bulma è l'unico personaggio femminile che compare.
Brian Camp e Julie Davis, gli autori di Anime Classics Zettai! : 100 Must-See Japanese Animation Masterpieces, hanno notato che Bulma è il personaggio ad aver subito il maggior numero di cambiamenti nella serie e hanno elogiato l'evoluzione del suo personaggio dai primi episodi di Dragon Ball fino a diventare una delle matriarche del gruppo. Hanno inoltre aggiunto che "mentre Goku è il cuore e l'anima del gruppo, Bulma è il suo corpo, colei che gli dà struttura e coesione".
Rivedendo l'arco di Majin Bu, Martin Theron di Anime News Network ha detto: "Bulma perde qualcosa, semplicemente se ne sta seduta a comportarsi come una madre / moglie preoccupata", anche se presto recupera il suo ruolo di supporto principale nelle prossime serie e film.
I fan giapponesi hanno votato Bulma il diciassettesimo personaggio più popolare della serie in un sondaggio del 2004.
La doppiatrice di Bulma, Hiromi Tsuru, ha detto che le piaceva Bulma, descrivendo il personaggio come "energico" e "sfacciato". Ha anche scherzato sul fatto che fosse difficile per lei amare Vegeta, avendo pensato che Bulma sarebbe finita con Yamcha.
Nella top ten di IGN, David Smith ha classificato Bulma che ha stretto una relazione con Vegeta come il colpo di scena principale di Dragon Ball Z. D'altra parte, Josh Begley di The Fandom Post ha sentito Bulma "intimorire tutti intorno a lei".
Interpretando il live-action Dragonball Evolution per IGN, Christopher Monfette ha detto che la performance di Bulma di Emmy Rossum è "una sorta di deviazione dalla visione dell'anime" del personaggio, ma "porta un sacco di carisma da ragazza tosta nel ruolo".